# Луї ІІ (князь Монако)
Луї II, повне ім'я Людовик Гонорій Карл Антоній Грімальді (12 липня 1870, Баден-Баден, Німеччина — 9 травня 1949, Монако) — князь Монако, останній правитель з роду Грімальді-Матиньон.
Єдиний син Альбера I (1848—1922) та Вікторії Марії Дуглас-Гамільтон (11 грудня 1850 — 14 травня 1922), дочки 11-го герцога Гамільтона та внучки великого герцога Карла Баденського. Народився при баденському дворі і до Першої світової війни підтримував тісні зв'язки з німецькими родичами.
Коли Луї було 10 років, його батьки розлучилися, і Луї виїхав до Німеччини до вітчима, але незабаром був змушений повернутися на батьківщину для підготовки до виконання князівських обов'язків. Через натягнутих і холодних відносин між ними Луї довелося знову покинути Монако і виїхати до Франції, де вступив до військової академії Сен-Сір. Закінчивши її, він поїхав в Алжир у складі Іноземного легіону, де зустрів співачку з кабаре, в яку пристрасно закохався. Він не одружився з нею, знаючи, що батько не дасть дозволу на цей шлюб.
Луї служив у французькій армії, отримав звання бригадного генерала і став офіцером ордена Почесного легіону. 
У 1922 році, після смерті батька, Луї зійшов на трон. Під час Другої світової війни Луї безуспішно намагався зберегти нейтралітет. Двічі Монако було окуповано: Італією та Німеччиною. Незважаючи на те, що арестуемих заздалегідь попереджали про арешти, політика Луї в цьому плані була дуже нерішучою і викликала обурення його спадкоємця Реньє — ярого антифашиста.
Відсутність у Луї синів створило загрозу династичного кризи в Монако. Зіткнувшись із загрозою окупації князівства французами в разі переходу престолу до найближчого спадкоємцю чоловічої статі, Вільгельму фон Ураху, Луї в 1919 році визнав свою незаконнонароджену дочку Шарлотту, яка рік тому вийшла заміж за французького аристократа, графа П'єра де Поліньяка (1895—1964), який отримав у Монако титул принца Грімальді. У 1946 році Луї одружився з французькою актрисою Жісленой Домманже (1900—1991) і виїхав до Франції.
У 1944 році його дочка Шарлотта відмовилася від прав на престол на користь свого сина, і новим князем став його онук Реньє III.

## Герб
Червоні ромби на білому тлі. Девіз роду Гарімальді: «Deo Juvante» (лат. З Божою поміччю).